# Västra Rekarne landskommun
Västra Rekarne landskommun var en kommun i Södermanlands län.

## Administrativ historik
Kommunen bildades som storkommun vid kommunreformen 1952 genom sammanläggning av kommunerna Gillberga, Lista, Västermo och Öja.
Den ägde bestånd fram till utgången av år 1970, varefter dess område gick upp i Eskilstuna kommun.

### Kyrklig tillhörighet
I kyrkligt hänseende tillhörde kommunen församlingarna Gillberga, Lista, Västermo och Öja. Dessa församlingar gick ihop 2002 att bilda Västra Rekarne församling.

## Geografi
Västra Rekarne landskommun omfattade den 1 januari 1952 en areal av 269,68 km², varav 268,52 km² land. Efter nymätningar och arealberäkningar färdiga den 1 januari 1961 omfattade landskommunen samma datum en areal av 271,59 km², varav 270,94 km² land.

### Tätorter i kommunen 1960
I Västra Rekarne landskommun fanns den 1 november 1960 ingen tätort. Tätortsgraden i kommunen var då alltså 0,0 procent.

## Politik

### Mandatfördelning i valen 1950-1966
| 10 | 16 | 7 | 2 |

| 30 | 5 |

| 10 | 14 | 8 | 3 |

| 30 | 5 |

| 9 | 15 | 6 | 5 |

| 32 |

| 10 | 16 | 6 | 3 |

| 30 | 5 |

| 10 | 16 | 6 | 3 |

| 29 | 6 |